# Liste der Mitglieder des Landtages des Saarlandes (7. Wahlperiode)

Sitzverteilung während der 7. Legislaturperiode

Diese Liste gibt einen Überblick über die Mitglieder des Landtages des Saarlandes der 7. Wahlperiode (1975–1980). Der siebte Landtag konstituierte sich am 14. Juli 1975.

## Zusammensetzung
Nach der Wahl vom 4. Mai 1975 setzten sich die 50 Mandate des Landtages wie folgt zusammen:
| Fraktion                                                       | Sitze |
| -------------------------------------------------------------- | ----- |
| Christlich Demokratische Union Deutschlands (CDU)              | 25    |
| Sozialdemokratische Partei Deutschlands (SPD)                  | 22    |
| Freie Demokratische Partei/Demokratische Partei Saar (FDP/DPS) | 3     |

## Präsidium
PräsidentLudwig Schnur (CDU)
1. VizepräsidentAlbrecht Herold (SPD)
2. VizepräsidentHeinrich Mann (FDP)
3. Vizepräsident/-inHubert Rohde (CDU), bis 31. Dezember 1977
Rita Waschbüsch (CDU), ab 18. Januar 1978
1. SchriftführerRudi Brück (SPD)
2. SchriftführerAlfred Becker (CDU)

## Fraktionsvorsitzende
CDU-FraktionFerdi Behles, bis 1. März 1977
Berthold Budell, ab 1. März 1977
SPD-FraktionFriedel Läpple
FDP-FraktionWerner Klumpp, bis 1. März 1977
Edwin Hügel, ab 2. März 1977

## Abgeordnete
| Mitglied des Landtages     | Lebens- daten | Partei | Wahlkreis   | Bemerkungen                                                          |
| -------------------------- | ------------- | ------ | ----------- | -------------------------------------------------------------------- |
| Alfred Becker              | 1930–1995     | CDU    | Saarlouis   |                                                                      |
| Franz Becker               | 1930          | CDU    | Saarbrücken |                                                                      |
| Hans Becker                | 1926          | SPD    | Landesliste |                                                                      |
| Ferdi Behles               | 1929          | CDU    | Saarbrücken |                                                                      |
| Rudi Brück                 | 1925–1995     | SPD    | Saarbrücken |                                                                      |
| Berthold Budell            | 1929–2010     | CDU    | Neunkirchen |                                                                      |
| Lothar Diversy             | 1932–1997     | CDU    | Saarbrücken |                                                                      |
| Günter Diwo                | 1933–2017     | CDU    | Saarlouis   | nachgerückt für Erwin Sinnwell                                       |
| Winfried Frank             | 1932–2020     | CDU    | Landesliste |                                                                      |
| Johannes Ganz              | 1932          | CDU    | Neunkirchen |                                                                      |
| Marianne Granz             | 1942          | SPD    | Saarbrücken |                                                                      |
| Hans Groß                  | 1925–2000     | CDU    | Neunkirchen |                                                                      |
| Berthold Günther           | 1930–1985     | SPD    | Neunkirchen |                                                                      |
| Edmund Hein                | 1940–2022     | CDU    | Saarlouis   |                                                                      |
| Albrecht Herold            | 1929–2025     | SPD    | Neunkirchen |                                                                      |
| Nikolaus Hubert            | 1927–2015     | CDU    | Saarbrücken |                                                                      |
| Edwin Hügel                | 1919–1988     | FDP    | Neunkirchen |                                                                      |
| Josef Jochem               | 1922–2000     | CDU    | Neunkirchen |                                                                      |
| Hans Kasper                | 1939–2023     | SPD    | Saarlouis   |                                                                      |
| Reinhard Klimmt            | 1942          | SPD    | Saarbrücken |                                                                      |
| Werner Klumpp              | 1928–2021     | FDP    | Landesliste |                                                                      |
| Reinhold Kopp              | 1949          | SPD    | Landesliste | nachgerückt für Manfred Wagner                                       |
| Franz-Rudolph Kronenberger | 1939–2024     | SPD    | Neunkirchen |                                                                      |
| Friedel Läpple             | 1938          | SPD    | Landesliste |                                                                      |
| Peter Lindner              | 1939–1996     | SPD    | Saarbrücken |                                                                      |
| Heinrich Mann              | 1927–2020     | FDP    | Saarbrücken |                                                                      |
| Herbert Meder              | 1927          | CDU    | Saarlouis   |                                                                      |
| Gerd Meyer                 | 1944          | CDU    | Landesliste |                                                                      |
| Albert Muthweiler          | 1930–1994     | SPD    | Neunkirchen |                                                                      |
| Hans Netzer                | 1935          | SPD    | Saarbrücken |                                                                      |
| Brunhilde Peter            | 1925–2014     | SPD    | Saarlouis   |                                                                      |
| Hedwig Reiter              | 1922–2013     | CDU    | Landesliste | nachgerückt für Franz-Josef Röder                                    |
| Franz-Josef Röder          | 1909–1979     | CDU    | Landesliste | † 26. Juni 1979                                                      |
| Hubert Rohde               | 1929–2019     | CDU    | Neunkirchen | Mandat niedergelegt am 31. Dezember 1977                             |
| Horst Saar                 | 1925–1985     | SPD    | Landesliste |                                                                      |
| Günter Sahner              | 1927–2014     | SPD    | Neunkirchen |                                                                      |
| Manfred Sander             | 1933–1978     | SPD    | Landesliste | † 12. März 1978                                                      |
| Günther Schacht            | 1929–2012     | CDU    | Landesliste |                                                                      |
| Werner Scherer             | 1928–1985     | CDU    | Neunkirchen |                                                                      |
| Roman Schmit               | 1935–2020     | SPD    | Saarlouis   |                                                                      |
| Ludwig Schnur              | 1909–1997     | CDU    | Saarbrücken |                                                                      |
| Werner Schreiber           | 1941          | CDU    | Saarbrücken | nachgerückt für Konrad Schön, der sein Mandat nicht angenommen hatte |
| Josef Schuh                | 1930–2023     | CDU    | Neunkirchen | nachgerückt für Hubert Rohde                                         |
| Günther Schwarz            | 1941–2022     | CDU    | Neunkirchen |                                                                      |
| Wilhelm Silvanus           | 1927–1999     | SPD    | Saarlouis   |                                                                      |
| Erwin Sinnwell             | 1929–2014     | CDU    | Saarlouis   | Mandat niedergelegt am 10. November 1976                             |
| Peter Springer             | 1938–2022     | SPD    | Neunkirchen |                                                                      |
| Ludwig Triem               | 1921–1988     | SPD    | Saarbrücken |                                                                      |
| Hans-Georg Wagner          | 1938–2025     | SPD    | Neunkirchen |                                                                      |
| Manfred Wagner             | 1934          | SPD    | Landesliste | Mandat niedergelegt am 20. Juli 1979                                 |
| Robert Wagner              | 1928–2014     | CDU    | Neunkirchen |                                                                      |
| Ursula Wagner-Büsch        | 1942–2017     | SPD    | Landesliste | nachgerückt für Manfred Sander                                       |
| Rita Waschbüsch            | 1940          | CDU    | Saarlouis   |                                                                      |
| Rainer Wicklmayr           | 1929–2020     | CDU    | Saarbrücken |                                                                      |
| Alfred Wilhelm             | 1920–2015     | CDU    | Saarlouis   |                                                                      |